# Переробка комп'ютерів

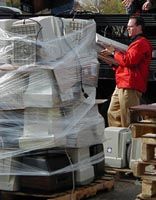
Комп'ютерні монітори, зазвичай, упаковуються в низькі стеки на дерев'яних піддонах для переробки.

Переробка комп'ютерів, електронна переробка — утилізація комп'ютерів та будь-яких інших електронних пристроїв. Це повна деконструкція електронних пристроїв для того, щоб скоротити витрати сировини та зберегти якомога більше матеріалів зі старої та зламаної техніки.
У 2009 році, 38 % комп'ютерів і 25 % від загального обсягу електронних відходів було перероблено в Сполучених Штатах Америки, в порівнянні з 2006 роком відповідно 5 % і 3 %. З моменту свого створення на початку 1990-х років, все більше і більше пристроїв переробляються в усьому світі за рахунок збільшення рівня інформованості та інвестицій. В основному електронна обробка відбувається для того, щоб відновити цінні рідкісноземельні і дорогоцінні метали, які знаходяться в дефіциті, а також пластмаси. Вони будуть перепродані або використані в нових пристроях після очищення, в результаті створюючи економіку замкненого циклу.
Переробка є екологічно чистою, оскільки вона запобігає потраплянню небезпечних відходів, серед них важких металів і канцерогенів, в атмосферу або водойми, а також утворенню звалищ. Хоча електроніка складає невелику частку від загального обсягу утворених відходів, вона набагато небезпечніша. Є суворі закони, спрямовані на дотримання і заохочення утилізації побутової техніки, найбільш впливовими з яких є Директива Електронних Відходів та Електронного Обладнання Європейського Союзу і Акт Національної Утилізації Комп'ютерів Сполучених Штатів.

## Причини вторинної переробки
Застарілі комп'ютери та стара електроніка є цінним джерелом для вторинної сировини при переробці, з іншого боку вони є джерелом токсинів та канцерогенів. Швидкий розвиток технології, низька початкова вартість та передбачене старіння призвели до швидко зростаючого профіциту комп'ютерів та інших електронних компонентів по всьому світу. Технічні рішення доступні, але в більшості випадків перед застосуванням технічного рішення необхідно здійснити нормативно-правові основи, системи зборів, логістики, а також інші послуги. За оцінками Управління з охорони навколишнього середовища США, від 30 до 40 мільйонів залишків ПК класифікуються як «небезпечні побутові відходи». Рада національної безпеки вважає, що 75% всіх персональних комп'ютерів, проданих колись, тепер є електронним сміттям.
У 2007 Управління з охорони навколишнього середовища США заявило, що понад 63 мільйони комп'ютерів в США задля заміни були продані або викинуті. Сьогодні 15 % електронних пристроїв та устаткувань перероблюються в Сполучених Штатах. Більшість електронних відходів направляється на звалище або сміттєспалювальний завод, який випускає шкідливі елементи, такі як свинець, ртуть та кадмій в ґрунт, тим самим негативно впливаючи на навколишнє середовище.
Багато матеріалів, що використовуються в комп'ютерних пристроях, можуть бути відновлені для використання в майбутньому виробництві. Повторне використання олова, кремнію, заліза, які в достатній кількості присутні в комп'ютерах або інших електронних пристроях, може зменшити витрати на будівництво нових систем. Компоненти часто містять свинець, мідь, золото та інші цінні матеріали, придатні для утилізації.
Комп'ютерні компоненти містять багато токсичних сполук, таких як діоксини, поліхлоровані біфеніли (ПХБ), кадмій, хром, свинець, радіоактивні ізотопи та ін. Друковані плати містять значні кількості свинцю та олова, припої, яких, швидше за все, потрапляють в ґрунтові води. Переробка (наприклад, спалювання та кислотні обробки) повинні зберегти ці дорогоцінні сполуки, але можуть створити або синтезувати отруйні побічні речовини.
Експорт відходів у країни з більш низькими екологічними стандартами є основною проблемою. Базельська конвенція включає небезпечні відходи, але не регулює обмеження по кількості сміття, яке не може бути експортоване трансконтинентально без попередньої згоди обох країн експорту на отримання відходів. Компанії можуть знайти її економічно ефективною в короткостроковій перспективі, щоб продати застарілі комп'ютери для менш розвинених країн з не суворими правилами. Вважається, що більшість надлишків ноутбуків направляються до країн, що розвиваються, під виглядом «звалища електронних відходів». Висока вартість роботи та багаторазове використання ноутбуків, комп'ютерів та комплектуючих (наприклад, оперативної пам'яті) може допомогти оплатити вартість транспортування багатьох непотрібних «товарів».

## Правила

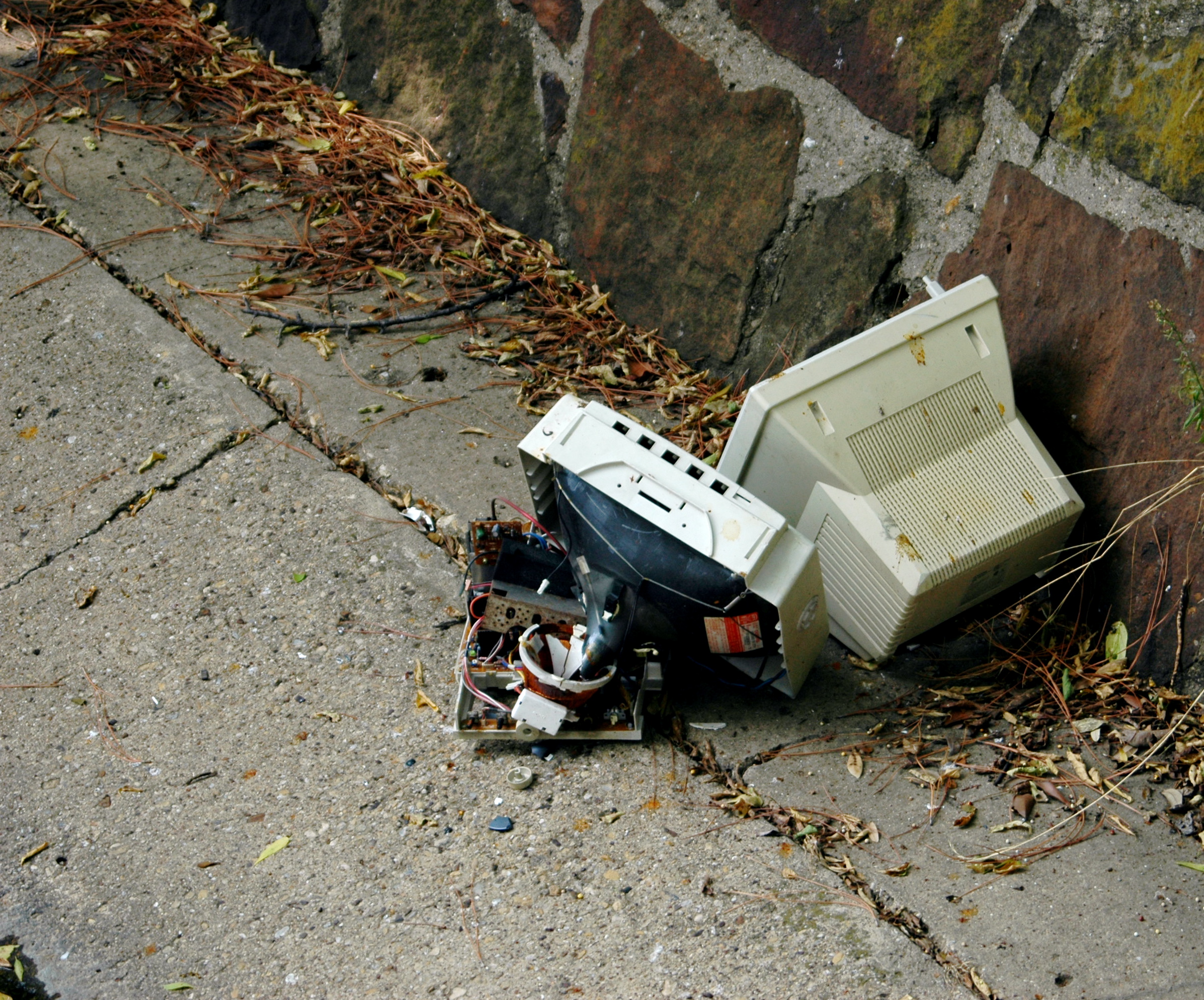
Зіпсований монітор Texan.

### Європа
У Швейцарії перша система утилізації електронних відходів була створена в 1991 році, розпочиналася зі збору старих холодильників; протягом багатьох років у систему було додано всі інші електричні та електронні пристрої. Створено організацію відповідальності виробника - SWICO, в основному для обробки інформації, комунікації і організації технологій. Європейський Союз запровадив подібну систему в лютому 2003 року, під Директивою щодо відпрацьованого електричного й електронного обладнання (Директива WEEE, 2002/96/EC).
Загальноєвропейське прийняття закону було повільним, Італія і Велика Британія були останніми державами-членами, які ухвалили директиву як закон. Успіх директиви WEEE значно відрізняється у кожній державі, при цьому збір коливається від 13 до 1 кілограма на рік на душу населення. Комп'ютери та електронні відходи, зібрані з помешкань у Європі , розглядаються директивою WEEE за допомогою Проекту Відповідності Виробника (у межах якої виробники електроніки вкладають кошти до проекту центру утилізації побутових відходів (ЦУПВ) та іменований Очисних Споруд (також відомий як Зобов'язанний WEEE).
Однак, обробка колишнього корпоративного комп'ютерного обладнання і супутнього електронного обладнання знаходиться поза Проектом Відповідності Виробника(більш відомий як не зобов'язані). У Великій Британії, відходи або застаріле комп'ютерне обладнання обробляють за допомогою третьої особи - уповноважених очисних споруд, які зазвичай стягують плату за її збір і обробку.

### США

#### Федеральні
Конгрес США враховує законопроекти про електронні відходи, як Національний Закон Про Утилізацію Комп'ютерного Обладнання, введений конгресменом Майком Томпсоном (політиком Каліфорнії). Основним Федеральним законом, регулюючим тверді побутові відходи, є Закон про збереження і відновлення ресурсів 1976 року. Це стосується тільки ЕПТ, хоча державні норми можуть відрізнятися. Також існують окремі закони про утилізацію батарейок. 25 березня 2009 року Комітет науки і техніки схвалив фінансування досліджень по скороченню електронних відходів і зниженню впливу на навколишнє середовище, які були спонсовані Ральфом Холлом (республіканцем штату Техас) як перший Федеральний закон, що безпосередньо стосуються електронних відходів.

#### Державні
Багато держав ввели в дію законодавство, що стосується утилізації і повторного використання комп'ютерів або комп'ютерних частин або іншої електроніки. Більшість Американських законів переробки комп'ютерів стосуються значно серйозніших проблем електронних відходів.
У 2001 році Арканзас прийняв Закон штату Арканзас про управління комп'ютерними та електронними твердими відходами, який вимагає від державних органів управління продаж надлишків комп'ютерної техніки, заснування фонду переробки комп'ютерів та електроніки та уповноважує Департамент Якості Навколишнього Середовища регулювати утилізацію комп'ютерного й електронного устаткування на Арканзаських звалищах.
Нещодавно прийнято Закон про Розвиток та Дослідження Переробки Електронних Пристроїв, який видає гранти університетам, державним лабораторіям та приватним підприємствам на дослідження проектів щодо утилізації електронних відходів та ремонту.

## Методи Переробки

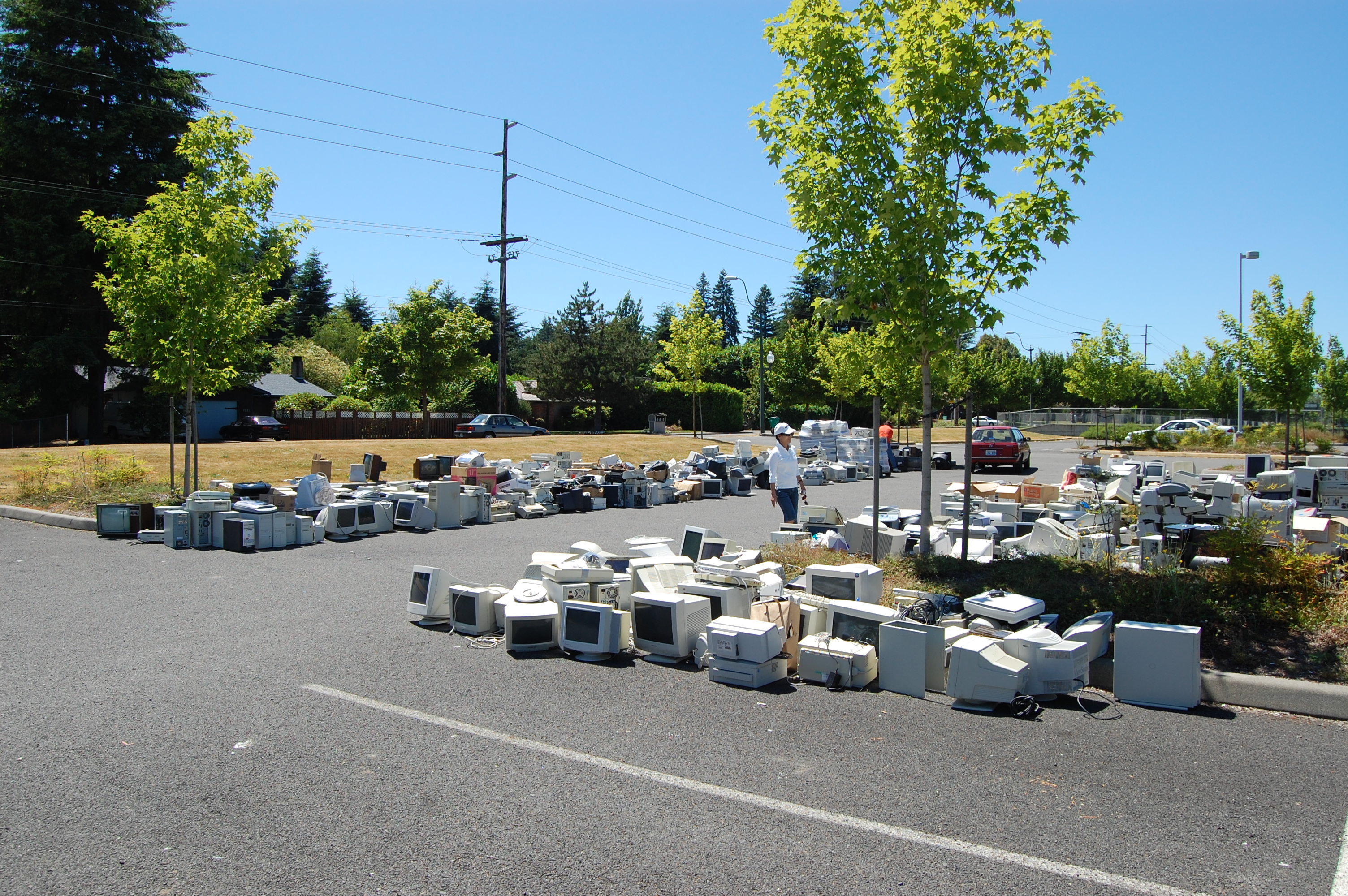
Збір комп'ютерів для переробки в Олімпії (Вашингтон), Сполучені Штати.

### Утилізація споживачами
Варіанти утилізація споживачами складаються з продажу, пожертвуванню комп'ютерів безпосередньо організаціям, відправленню пристроїв безпосередньо до їх виробників або отриманню комплектуючих для відновлення або переробки.

### Корпоративна утилізація
Підприємства шукають економічно ефективні способи для переробки великої кількості комп'ютерної техніки, але стикаються з більш складними технологічними процесами.
Підприємства також розглядають варіанти продажу або встановлення зв'язку з Виробниками Оригінального Устаткування (ВОУ) і організаціями з утилізації.
Деякі компанії забирають непотрібне обладнання інших підприємств, стирають дані з систем і дають оцінку залишкової вартості продукту. Для пристроїв, які мають цінність, фірми купують запчастини, ремонтують і продають відновлені продукти тим, хто шукає більш дешеві варіанти, ніж покупка нових.

### Продаж
Інтернет-аукціони є альтернативою для споживачів, які бажають перепродати товар за готівку, з врахуванням комісії, не ризикуючи додатковими витратами, адже товар за платним оголошенням може і не продатися. Інтернет оголошення можуть бути ризикованими через шахрайство, підробку документів та мінливість користувачів.